# Lutjanus analis
Lutjanus analis је зракоперка из реда Perciformes и фамилије Lutjanidae. 

## Угроженост
Ова врста се сматра рањивом у погледу угрожености врсте од изумирања.

## Распрострањење
Врста је присутна у Антигви и Барбуди, Аруби, Барбадосу, Бахамским острвима, Белизеу, Бразилу, Венецуели, Гваделупу, Гвајани, Гватемали, Гренади, Девичанским острвима, Доминиканској Републици, Доминици, Јамајци, Кајманским острвима, Куби, Мартинику, Мексику, Никарагви, Порторику, Светој Луцији, Светом Винсенту и Гренадинију, Светом Китсу и Невису, Сједињеним Америчким Државама, Суринаму, Тринидаду и Тобагу, Француској Гвајани, Хаитију, Холандским Антилима и Хондурасу.
ФАО рибарска подручја (енг. FAO marine fishing areas) на којима је ова врста присутна су у западном централном Атлантику и југозападном Атлантику.

## Станиште
Врста живи у мору.